# La Princesse Laone
Pour plus de détails, voir Fiche technique et Distribution.
La Princesse Laone (A Fallen Idol) est un film muet américain réalisé par Kenean Buel et sorti en 1919.

## Synopsis
L'amour de la princesse hawaïenne Laone pour Keith Parrish se heurte à la pression sociale. Après avoir été persuadée de refuser la proposition de M. Parrish, elle tente de se suicider.

## Fiche technique
- Titre : La Princesse Laone
- Titre original : : A Fallen Idol
- Réalisation : Kenean Buel
- Scénario : E. Lloyd Sheldon
- Directeur de la photographie : Joseph Ruttenberg
- Production : Fox Film Corporation
- Genre : Drame
- Dates de sortie :
  - États-Unis : 18 mai 1919
  - France : 5 novembre 1920

## Distribution
- Evelyn Nesbit : Princesse Laone
- Lillian Lawrence : Mrs. Parrish
- Sidney Mason : Keith Parrish
- Lyster Chambers : Stephen Brainard
- Pat J. Hartigan : le chef de Brainard
- Harry Semels : Tushau
- Thelma Parker : Lato
- Marie Newton : Elsie Blair
- Fred C. Williams : le père de Keith